# 최민석 (야구 선수)
최민석(2006년 7월 2일 ~ )은 KBO 리그 두산 베어스의 내야수이다.

## 두산 베어스시절
2025년에 입단하였다. 2025년 5월 21일 SSG 랜더스와의 경기에 선발 등판하며 데뷔 첫 경기를 치렀고, 경기에서 4이닝 2피안타 3볼넷 3탈삼진 3실점(2자책점)을 기록했다.

## 출신 학교
- 서울중대초등학교
- 양천중학교
- 서울고등학교